# Schwojen
Schwojen (auch: schwoien) bezeichnet das Hin- und Herdrehen eines Schiffes im Wind  vor Anker oder an einer Ankerboje.
Ein Schiff vor Anker liegt nicht an einem bestimmten Punkt fest, sondern bewegt sich durch Änderungen der Wind- und/oder Strömungsrichtung innerhalb eines Kreisbogens um den Anker. Auch liegt ein Schiff nicht immer genau in Lee seines Ankers. Abhängig von seiner Rumpfform und sämtlichen Aufbauten kann es passieren, dass ein Schiff über einen weiten Bereich hin- und herschwingt: Sobald das Schiff nicht genau im Wind liegt, wird sein Bug nach Lee gedrückt und das Schiff liegt leicht schräg zum Wind. Damit wird das Schiff solange nach Lee gedrückt, bis der seitliche Zug der Ankerleine ausreicht, um den Bug auf die andere Seite hinüberzuziehen. Das Schiff beginnt Fahrt zur anderen Seite aufzunehmen, bis dort in ähnlicher Weise der andere Umkehrpunkt erreicht ist und das Spiel von Neuem beginnt. Dabei bewegt sich das Schiff auch bei konstanter Windrichtung nahezu auf einem Drittelkreis um den Anker.
Die Größe des Schwojekreises hängt von der Länge der Ankerkette sowie den Wind- und Strömungsverhältnissen ab. Der Abstand vom Anker zum Schiff ist also keineswegs fest – eine Zunahme von Wind oder Strom erhöht den Zug auf die Ankerleine oder -kette, die sich dadurch streckt. Auf Reeden und Ankerplätzen ist deshalb auf ausreichend Raum zwischen den Schiffen zu achten, auch weil sich die Schiffe nicht unbedingt gleichzeitig zur selben Seite bewegen. Insbesondere in Gebieten, bei denen neben dem Wind auch noch Strom die Schiffe versetzt, muss besonders umsichtig auf ausreichend Abstand geachtet werden. Segelschiffe drehen sich wegen ihres tiefen und schlanken Lateralplans bevorzugt in die Richtung des Stroms, während Motorboote mit ihren hohen Aufbauten und Katamarane wegen ihres geringen Lateralplans sich eher nach dem Wind richten. Sind also Segel- und Motorboote am gleichen Ankerplatz nahe beieinander, dann können sie sich bei ändernden Wind- und Strömungsverhältnissen ganz verschieden ausrichten.

Zwei Anker in Tidengewässern

Dies gilt besonders bei Gewässern, die den Gezeitenströmen ausgesetzt sind. Hier kann ein einzelner Anker besonders leicht durch den Wechsel der Strömungsrichtung ausbrechen und das Schiff kann wegtreiben. Dem kann durch Vermuren entgegengewirkt werden. Hierbei wird das Schiff mit einem zweiten Anker festgemacht, der dem ersten gegenüberliegt. Das Vermuren verkleinert den Schwojkreis erheblich.